# Мако Даков
Мако Петров Даков е български партизанин, лесовъд и политик от Българската комунистическа партия (БКП), вицепремиер през 1971 – 1978 година и заместник-председател на Българската академия на науките (БАН) през 1978 – 1990 година, народен деятел на културата.

## Биография
Мако Даков е роден на 5 декември 1920 година в село Реселец, Червен бряг. През 1939 – 1943 година учи лесовъдство в Агрономо-лесовъдния факултет на Софийския университет „Свети Климент Охридски“, като през 1941 година става член на БКП и участва активно в комунистическия Български общ народен студентски съюз.
Участва в Съпротивителното движение по време на Втората световна война. През 1943 – 1944 година е партизанин в Партизански отряд „Георги Бенковски“.
След Деветосептемврийския преврат през 1945 година се дипломира като инженер-лесовъд. Преподава в Агрономо-лесовъдния факултет, а след това в обособения Висш лесотехнически институт. През 1949 година защитава кандидатска дисертация в Московския лесотехнически институт, от 1951 година е доцент, а от 1960 година  – професор, като завежда катедрата по общо лесовъдство във Висшия лесотехнически институт. През 1950 – 1951 година е директор на Института за горите. От 1967 година е член-кореспондент, а от 1981 година академик на БАН. През 1978 – 1990 година е заместник-председател на академията.

## Политическа дейност
Мако Даков последователно е заместник-председател и председател на Управление „Горско стопанство“ (1953 – 1957), заместник-министър на земеделието и горите (1957 – 1960), председател на Главното управление на горите (1960 – 1962) и председател на Комитета по горите и горската промишленост (1962 – 1990), като през 1966 – 1971 година има ранг на министър във второто правителство на Тодор Живков.
От 1962 година е кандидат-член, а от 1966 до 1990 година  – член на Централния комитет на БКП.

## Награди и отличия
През 1964 година получава Димитровска награда, 
През 1980 година званието „Герой на социалистическия труд“.
Носител е на два ордена „Георги Димитров“.
Мако Даков умира в София на 18 май 2006 година.

## По-важни публикации
- „Методи на превръщане на част от издънковите гори в семенни и увеличаване на тяхната производителност – добива на минни подпори“ (1957)
- „Някои основни проблеми във връзка с увеличаване продуктивността на горите и тяхното правилно използване“ (1961)
- „Генетика и селекция на дървесните видове“ (в 2 части; 1959 – 1962)
- „Общо лесовъдство“ (1962)
- „По някои принципи на отделните сечи в издънковите гори“ (1964)
- „В бързея на времето. Спомени“ (1985)